# Elecciones al Senado de Argentina de 1935
Las Elecciones al Senado de la Nación Argentina de 1935 fueron realizadas a lo largo del mencionado año por las Legislaturas de las respectivas provincias para renovar 10 de las 30 bancas del Senado de la Nación. En la Capital Federal el senador fue electo mediante el sistema indirecto de votación, donde se eligieron a 68 electores que luego se reunirián en el Colegio Electoral y proclamarían al senador electo.
Dado el golpe de Estado de 1943, ninguno de los electos en esta elección finalizó su mandato. Las notas aclaratorias se emplean solo para los senadores que vieron interrumpido su mandato antes del golpe

## Cargos a elegir
| Provincia           | Senado    | Senado    |
| Provincia           | Senadores | A renovar |
| ------------------- | --------- | --------- |
| Buenos Aires        | 2         | —         |
| Capital Federal     | 2         | 1         |
| Catamarca           | 2         | 1         |
| Córdoba             | 2         | 1         |
| Corrientes          | 2         | 1         |
| Entre Ríos          | 2         | 1         |
| Jujuy               | 2         | —         |
| La Rioja            | 2         | 1         |
| Mendoza             | 2         | —         |
| Salta               | 2         | 1         |
| San Juan            | 2         | —         |
| San Luis            | 2         | 1         |
| Santa Fe            | 2         | 1         |
| Santiago del Estero | 2         | 1         |
| Tucumán             | 2         | —         |
| Total               | 30        | 10        |

## Resultados
| Partido | Partido                               | Bancas |
| ------- | ------------------------------------- | ------ |
|         | Partido Demócrata Nacional            | 3/10   |
|         | Unión Cívica Radical Antipersonalista | 3/10   |
|         | Unión Cívica Radical                  | 1/10   |
|         | Partido Socialista                    | 1/10   |
|         | Partido Autonomista de Corrientes     | 1/10   |
|         | Partido Socialista Independiente      | 1/10   |

## Resultados por provincia
| Provincia           | Senador electo              | Partido | Partido                               |
| ------------------- | --------------------------- | ------- | ------------------------------------- |
| Capital Federal     | Alfredo Palacios            |         | Partido Socialista                    |
| Catamarca           | Alberto F. Figueroa         |         | Unión Cívica Radical Antipersonalista |
| Córdoba             | José Heriberto Martínez     |         | Partido Demócrata Nacional            |
| Corrientes          | Juan Ramón Vidal            |         | Partido Autonomista de Corrientes     |
| Entre Ríos          | Eduardo Laurencena          |         | Unión Cívica Radical                  |
| La Rioja            | Héctor González Iramain     |         | Partido Socialista Independiente      |
| Salta               | Carlos Serrey               |         | Partido Demócrata Nacional            |
| San Luis            | Alberto Arancibia Rodríguez |         | Partido Demócrata Nacional            |
| Santa Fe            | Ricardo Caballero           |         | Unión Cívica Radical Antipersonalista |
| Santiago del Estero | Pío Montenegro              |         | Unión Cívica Radical Antipersonalista |

1. ↑  Desde el 23 de junio de 1936.
2. ↑  Falleció el 4 de septiembre de 1940, lo reemplaza Francisco M. Álvarez (UCR-A) el 31 de octubre de 1940.
3. ↑  Desde el 8 de julio de 1937.
4. ↑  Renunció el 17 de febrero de 1936, lo reemplaza Jorge J. Pinto (UCR-A) el 23 de junio de 1936.

### Capital Federal

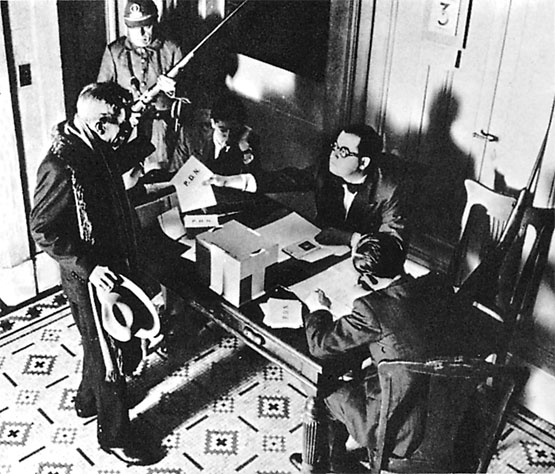
Mesa electoral en Buenos Aires.

Elección el 24 de marzo de 1935.
|  | 65,58 % |

|  | 11,08 % |

|  | 8,03 % |

|  | 7,74 % |

|  | 5,59 % |

|  | 1,98 % |

|  | 89,75 % |

|  | 10,25 % |

|  | 70,23 % |

|  | 100 % |